# Liste du patrimoine mondial au Vietnam
Cet article recense les sites inscrits au patrimoine mondial au Vietnam.

## Statistiques
Le Vietnam (Viet Nam pour l'UNESCO) accepte la Convention pour la protection du patrimoine mondial, culturel et naturel le 19 octobre 1987. Le premier site protégé est inscrit en 1993.
En 2025, le Vietnam compte 9 sites inscrits au patrimoine mondial, 6 culturels, 2 naturels et 1 mixte. 
Le pays a également soumis 5 sites à la liste indicative, 1 culturel, 2 naturels et 3 mixtes.

## Listes

### Patrimoine mondial
Les sites suivants sont inscrits au patrimoine mondial :
| Id.  | Site                                                                                             | Province                         | Année     | Superficie (ha) | Critères et notes | Coordonnées                              | Illus. |
| ---- | ------------------------------------------------------------------------------------------------ | -------------------------------- | --------- | --------------- | --- | ---------------------------------------- | ------ |
| 672  | Baie d'Ha Long – archipel de Cat Ba                                                              | Haïphong, Quảng Ninh             | 1994 2023 | 65 650          | Naturel, (vii), (viii) Le site de Cat Ba est ajouté en 2023 à celui de la baie d'Ha Long, inscrit en 1994 ; le bien est renommé en conséquence. | 20° 49′ 58″ nord, 107° 09′ 40″ est       |        |
| 1358 | Citadelle de la dynastie Hô                                                                      | Thanh Hóa                        | 2011      | 156             | Culturel, (ii), (iv) | 20° 04′ 41″ nord, 105° 36′ 18″ est       |        |
| 1438 | Complexe paysager de Trang An                                                                    | Ninh Bình                        | 2014      | 85 754          | Mixte, (v), (vii), (viii) | 20° 15′ 24″ nord, 105° 53′ 47″ est       |        |
| 678  | Ensemble de monuments de Huê                                                                     | Thừa Thiên-Huế                   | 1993      |                 | Culturel, (iv) | 16° 28′ 08″ nord, 107° 34′ 41″ est       |        |
| 1732 | Ensemble de monuments et de paysages de Yen Tu (vi)-Vinh Nghiem (en)-Con Son (vi), Kiep Bac (vi) | Bắc Giang, Hải Dương, Quảng Ninh | 2025      | 525,748         | Culturel, (iii), (vi) 12 sites : Thai Mieu (vi) (temple des ancêtres impériaux), temple de Kiep Bac (vi), pagode Chua Lan, groupe de reliques de la pagode Hoa Yen, groupe de reliques de la pagode de l'ermitage de Ngoa Van, pagode Vinh Nghiem (en), pagode Thanh Mai (vi), pagode Con Son (vi), pagode Bo Da (vi), pagode Nham Duong, caverne du roi Chu, parc à pieux de Yen Giang | 21° 07′ 09,32″ nord, 106° 32′ 07,43″ est |        |
| 951  | Parc national de Phong Nha-Ke Bang et Parc national de Hin Nam No (en)                           | Quảng Bình                       | 2003      | 85 754          | Naturel, (viii), (ix), (x) Site transfrontalier partagé avec le Laos. Inscrit en 2003, le site est étendu en 2025 au parc national de Hin Nam No, au Laos. | 17° 32′ 13″ nord, 106° 09′ 04″ est       |        |
| 949  | Sanctuaire de Mi-sön                                                                             | Quảng Nam                        | 1999      | 142             | Culturel, (ii), (iii) | 15° 31′ 01″ nord, 108° 34′ 01″ est       |        |
| 1328 | Secteur central de la cité impériale de Thang Long-Hanoï                                         | Hanoï                            | 2010      | 18              | Culturel, (ii), (iii), (vi) | 21° 02′ 20″ nord, 105° 50′ 13″ est       |        |
| 948  | Vieille ville de Hoi An                                                                          | Quảng Nam                        | 1999      | 30              | Culturel, (ii), (v) | 15° 52′ 59″ nord, 108° 19′ 59″ est       |        |

### Liste indicative
Les sites suivants sont inscrits sur la liste indicative au début 2022.
| Site                                                            | Province                       | Type                      | Date | Lien | Notes | Coordonnées                        | Illus. |
| --------------------------------------------------------------- | ------------------------------ | ------------------------- | ---- | ---- | ----- | ---------------------------------- | ------ |
| Complexe de beauté naturelle Huong Son et monuments historiques | Hà Tĩnh                        | Mixte                     | 1991 | 960  |       | 18° 30′ 40″ nord, 105° 15′ 58″ est |        |
| Zone pétroglyphique de Sa Pa                                    | Lào Cai                        | Mixte                     | 1997 | 959  |       | 22° 19′ 59″ nord, 103° 51′ 00″ est |        |
| Parc national de Cat Tien                                       | Bình Phước, Đồng Nai, Lâm Đồng | Naturel (vii), (ix), (x)  | 2006 | 5070 |       | 11° 20′ 49″ nord, 107° 09′ 04″ est |        |
| Grotte de Con Moong (vi)                                        | Thanh Hóa                      | Culturel                  | 2006 | 5072 |       | 20° 53′ 49″ nord, 106° 07′ 12″ est |        |
| Ba Be - Zone patrimoniale naturelle de Na Hang (vi)             | Bắc Kạn, Tuyên Quang           | Naturel (vii), (x)        | 2017 | 6262 |       | 22° 22′ 30″ nord, 105° 39′ 00″ est |        |
| Site archéologique d'Óc Eo - Ba Thê (vi)                        | An Giang                       | Culturel (ii), (iii), (v) | 2022 | 6572 |       | 10° 13′ 59″ nord, 105° 09′ 47″ est |        |